# Пантич, Александар
Александар Пантич (серб. Aleksandar Pantić / Александар Пантић; 11 апреля 1992, Аранджеловац) — сербский футболист, защитник клуба «Докса» (Катокопиас).

## Клубная карьера
Пантич дебютировал на профессиональном уровне в составе белградского «Рада» 29 мая 2011 года, в матче сербской СуперЛиги против «Явора» из Иваницы.
В последние часы трансферного окна лета 2012 года, 31 августа, Пантич подписал годовой контракт с белградской «Црвеной звездой».
Летом 2013 года стал игроком испанского «Вильярреала». В августе 2014 года был отдан в аренду новичку чемпионата Испании, клубу «Кордова». В следующем сезоне Пантич выступал на правах аренды за «Эйбар». В августе 2016 года на правах аренды перешёл в «Алавес».
1 февраля 2017 года Пантич на правах свободного агента подписал контракт с киевским «Динамо». Дебютировал в команде 25 февраля 2017 года в выездном матче против луганской «Зари» (2:1). Во второй половине сезона 2016/2017 регулярно выходил в основном составе, проведя 13 матчей в чемпионате. В сезоне 2017/2018 в связи со сменой тренера и изменением командной тактики потерял место в основном составе, проведя несколько матчей в чемпионате и кубке страны, а также еврокубках. В 2018 календарном году в составе команды не появлялся.
30 января 2019 года ушёл в полугодичную аренду с опцией выкупа в испанский «Кадис», выступающий в Сегунде и борющийся за попадание в Примеру. В конце марта 2019 года Александар получил серьёзную травму во время тренировки и перенёс операцию на мениске. Восстановление после операции заняло весь оставшийся арендный срок. По его истечении игрок вернулся в «Динамо», заработав за время пребывания в Испании €200 тыс., так ни разу и не появившись на поле, всего дважды попав в заявку на матч.
14 августа 2019 года после отставки главного тренера киевлян Александра Хацкевича вновь был заявлен за основной состав, однако уже 2 сентября 2019 года получил статус свободного агента.

## Международная карьера
Пантич является членом молодёжной сборной Сербии с лета 2012 года. Его дебют в составе сборной состоялся 5 июня 2012 года в матче против молодёжной сборной Фарерских островов.

## Достижения
- Серебряный призёр чемпионата Сербии (1): 2012/13
- Серебряный призёр чемпионата Украины (1): 2016/17

## Статистика
|                  |                  |                  | Лига | Лига | Кубок | Кубок | Международные | Международные | Всего | Всего |
| Сезон            | Клуб             | Лига             | Игры | Голы | Игры  | Голы  | Игры          | Голы          | Игры  | Голы  |
| Сербия           | Сербия           | Сербия           | Лига | Лига | Кубок | Кубок | Лига Европы   | Лига Европы   | Всего | Всего |
| ---------------- | ---------------- | ---------------- | ---- | ---- | ----- | ----- | ------------- | ------------- | ----- | ----- |
| 2010/11          | Рад              | СуперЛига        | 5    | 0    | 0     | 0     | 0             | 0             | 5     | 0     |
| 2011/12          | Рад              | СуперЛига        | 19   | 0    | 1     | 0     | 3             | 0             | 23    | 0     |
| 2012/13          | Рад              | СуперЛига        | 2    | 0    | 0     | 0     | 0             | 0             | 2     | 0     |
| 2012/13          | Црвена звезда    | СуперЛига        | 13   | 1    | 2     | 0     | 0             | 0             | 15    | 1     |
|                  |                  |                  | Лига | Лига | Кубок | Кубок | Международные | Международные | Всего | Всего |
| Всего            | Сербия           | Сербия           | 39   | 1    | 3     | 0     | 3             | 0             | 45    | 1     |
| Испания          | Испания          | Испания          | Лига | Лига | Кубок | Кубок |               |               | Всего | Всего |
| 2013/14          | Вильярреал       | Ла Лига          | 9    | 0    | 4     | 0     | 0             | 0             | 13    | 0     |
| 2014/15          | Кордова          | Ла Лига          | 29   | 0    | 2     | 0     | 0             | 0             | 31    | 0     |
| 2015/16          | Эйбар            | Ла Лига          | 20   | 0    | 3     | 0     | 0             | 0             | 23    | 0     |
| 2016/17          | Алавес           | Ла Лига          | 2    | 0    | 4     | 0     | 0             | 0             | 6     | 0     |
|                  |                  |                  | Лига | Лига | Кубок | Кубок | Международные | Международные | Всего | Всего |
| Всего            | Испания          | Испания          | 60   | 0    | 13    | 0     | 0             | 0             | 73    | 0     |
| Украина          | Украина          | Украина          | Лига | Лига | Кубок | Кубок |               |               | Всего | Всего |
| 2016/17          | Динамо (Киев)    | Премьер-Лига     | 13   | 0    | 2     | 0     | —             | —             | 15    | 0     |
| 2017/18          | Динамо (Киев)    | Премьер-Лига     | 2    | 0    | 2     | 0     | 1             | 0             | 5     | 0     |
|                  |                  |                  | Лига | Лига | Кубок | Кубок | Международные | Международные | Всего | Всего |
| Всего            | Украина          | Украина          | 15   | 0    | 4     | 0     | 1             | 0             | 20    | 0     |
| Всего за карьеру | Всего за карьеру | Всего за карьеру | 114  | 1    | 20    | 0     | 4             | 0             | 138   | 1     |